# GNU TeXmacs
GNU TeXmacs — платформа[прояснить] для подготовки и редактирования документов со специальными возможностями для учёных. Целью системы является создание унифицированной платформы для редактирования структурированных документов с содержанием различного типа (текст, иллюстрации, математические формулы, интерактивное содержимое и т. д.). Ядро для отображения использует высококачественные алгоритмы верстки для того, чтобы пользователь получал профессионально оформленные документы, пригодные для печати или демонстрации с компьютера.
В состав системы входит текстовый редактор с поддержкой средств для редактирования формул, простых технических иллюстраций, программой для создания презентаций. Более того, TeXmacs может использоваться в качестве интерфейса для компьютерных алгебраических систем (Maxima, Sage), систем численного анализа (GNU Octave, Gnuplot), статистики и т. д. Пользователи могут создавать новые стили визуализации, новые макросы, используя язык программирования Scheme.
TeXmacs доступен на всех основных UNIX-подобных системах, Windows и Mac OS. Документы можно сохранять в формате GNU TeXmacs, XML или Scheme, публиковать в виде файлов PostScript или PDF. Существуют конвертеры форматов TeX/LaTeX и HTML/MathML.